# El Eco de Jaén
El Eco de Jaén fue un periódico español publicado en la ciudad de Jaén entre 1935 y 1937.

## Historia
Fundado en 1935, vino a sustituir al integrista y reaccionario El Pueblo Católico —que había sufrido distintos conflictos y terminó desapareciendo en enero de 1935—. El nuevo diario, que se integró en el grupo editorial IBSA de Fal Conde, pasó a estar dirigido por el historiador Melchor Ferrer y adoptó una línea editorial claramente carlista. Tras el estallido de la Guerra civil fue incautado y pasó a ser un  diario del Frente Popular en Jaén. Controlado por las organizaciones de izquierdas —especialmente el PSOE—, continuó publicándose hasta el segundo semestre de 1937, fecha en que dejó de editarse.